# Abbazia di Michaelsberg (Siegburg)
L'abbazia di Michaelsberg, detta anche abbazia di Siegburg, fu un'abbazia imperiale benedettina del Sacro Romano Impero. Fondata dall'arcivescovo di Colonia Sant'Annone, fu attiva tra il 1064 e il 1803. Poco dopo la fondazione, l'abbazia aderì alla riforma di Cluny, tuttavia la regola dei monaci dell'abbazia presenta rilevanti differenze rispetto a quella cluniacense. Questo indirizzo ricevette un ulteriore impulso con la nuova regola adottata dall'abbazia, che si diffuse con il nome di Riforma di Siegburg. Dopo la morte del fondatore, avvenuta nel 1075, la sua salma venne inumata nell'abbazia stessa. 
Per accelerare la canonizzazione di Annone, nacque a Siegburg la Vita Annonis Minor, una biografia del vescovo, e in occasione della sua canonizzazione, le ossa di Annone vennero traslate nel 1183 in una teca che ancor oggi è visibile nella chiesa abbaziale.

## Storia
Dopo la secolarizzazione gli edifici funsero, tra l'altro, anche da manicomio. Nel 1914 fu fondata una nuova abbazia benedettina denominata abbazia benedettina di Michaelsberg (ted. Benediktinerabtei Michaelsberg), che è rimasta attiva fino al 2011. L'edificio religioso è situato a 40 metri d'altitudine sopra la città di Siegburg.

## Elenco degli abati

### Antichi abati
- Erpho, 3 giugno 1076, monaco professo di Gorze
- Reginhard, 1076–4 nov. 1105
- Kuno I, 1105–maggio 1126
- Kuno II, 1126–1146/47
- Nicola I, 1146/47–1174
- Gerardo I, 1174–1184/85
- Gerlach, 1184/85–1191/1200
- Ermanno, 1200
- Otto, 1200/06–1208/11
- Gottfried I, 1211–1224/27
- Lamberto, 1224/27–1236/38
- Gottfried II, 1238–1259
- Teodorico I, 1259–1270/75
- Adolfo, 1270/75–1302/03
- Enrico, 1303–1309
- Teodorico II di Sülz, 1309–1320
- Wolfard I, 1320–1349
- Reinhard II von Lülsdorf, 1350–1358
- Nicola II di Lahnstein, 1358–1364
- Teodorico III di Horst, 1365–1369/70
- Wolfard II von Landsberg, 1370/1386/87
- Pilgrim von Drachenfels, 1387–1415/16
- Adolfo II di Vorst, 1417–1419
- Guglielmo I L.B. Spies von Büllesheim, 1419–1462
- Guglielmo II di Lülsdorf, 1462–1489
- Giovanni I di Nesselrode, 1489–1506
- Gerardo II di Plettenberg, 1506–1516
- Giovanni II L.B. di Fürstenberg, 1516–1549
- Ermanno di Wachtendonk, 1550–1578
- Gottfried von Eyll, 1578–1587
- Guglielmo di Hochkirchen, 1587–1610
- Gerardo III Kolf di Vettelhoven, 1610–1620
- Bertram von Bellinghausen, 1620–1653
- Giovanni Bock di Pattern, 1653–1672
- Bernardo Gustavo di Baden-Durlach, 1672–1677
- Enrico Melchior di Nuland, 1678–1694
- Guglielmo Rutger di Bellinghausen, 1695–1697
- Eugenio Teodosio di Hoen, 1697–1706
- Francesco Bernardo di Westrem, 1706/1735
- Georg Christoph di Hagen, 1735–1762
- Enrico Ferdinando Teodorico Goffredo di Schaumberg, 1762–1779
- Francesco di Seraing, 1779–1787
- Giovanni Speyart di Woerden, 1787–1803

### Nuovi abati
- Ignatius Jacobs, 1922 (priore)
- Gotthard Bayer, 1924 (priore)
- Liborius Hardebusch, 1928 (priore)
- Ildefonso Schulte Strathaus, 1935–1967
- Alkuin Heising, 1967–1968
  - Reginhard Spilker, 1968–1970 priore-amministratore
- Placidus Mittler, 1970–2000
  - Raphael Bahrs, 2000–2003 priore-amministratore
- Raphael Bahrs, 2003–2010